# Большево
Бо́льшево (фин. Polssova) — деревня в Гатчинском муниципальном округе Ленинградской области.

## История
Впервые деревня упоминается в Писцовой книге Водской пятины 1500 года, в то время она входила в состав Никольско-Грязневского погоста Копорского уезда Водской пятины.
На карте Ингерманландии А. И. Бергенгейма, составленной по шведским материалам 1676 года, обозначена как деревня Bolsua.
На шведской «Генеральной карте провинции Ингерманландии» 1704 года — как Bolsova.
Деревня упоминается на карте Санкт-Петербургской губернии Я. Ф. Шмидта 1770 года.

БОЛЬШЕВО — деревня принадлежит князю Витгенштейну, коллежскому советнику, число жителей по ревизии: 178 м. п., 226 ж. п.

При мызе князя Витгенштейна лесопильный деревянный завод. (1838 год)

Согласно карте Ф. Ф. Шуберта в 1844 году деревня Большева насчитывала 83 крестьянских двора.
На этнографической карте Санкт-Петербургской губернии П. И. Кёппена 1849 года она обозначена как деревня «Bolsowa», расположенная в ареале расселения савакотов. В пояснительном тексте к этнографической карте она записана как деревня Bolsowa (Большево), финское население которой по состоянию на 1848 год составляли савакоты — 52 м. п., 62 ж. п., всего 114 человек, а также присутствовало русское население, количество которого не указано. Среди русского населения деревни были зарегистрированы старообрядцы беспоповцы федосеевского согласия в количестве 5 человек (1 м. п., 4 ж. п.). 

БОЛЬШЕВО — деревня князя Витгенштейна, по просёлочной дороге.
(1856 год)

БОЛЬШЕВО — деревня владельческая при колодце, число дворов — 80, число жителей: 203 м. п., 250 ж. п. (1862 год)

В 1867—1878 годах временнообязанные крестьяне деревни выкупили свои земельные наделы у князя П. Л. Сайн-Витгенштейн-Берлебурга и стали собственниками земли.
Сборник Центрального статистического комитета описывал её так:

БОЛЬШЕВА — деревня бывшая владельческая, дворов — 91, жителей — 456; школа, 2 лавки, постоялый двор. (1885 год).

В деревне работала земская школа под попечительством князя Витгенштейна.
Согласно данным первой переписи населения Российской империи:

БОЛЬШЕВО — деревня, православных — 487, протестантов — 137, мужчин — 282, женщин — 349, обоего пола — 631. (1897 год)

В конце XIX — начале XX века деревня административно относилась к Рождественской волости 2-го стана Царскосельского уезда Санкт-Петербургской губернии. Население деревни было смешанным — финско-русским.
В 1902 году на Всероссийской кустарно-промышленной выставке в Таврическом дворце были представлены «искусственные цветы и грибы», сработанные Василием Григорьевичем Елихиным из деревни Большево.

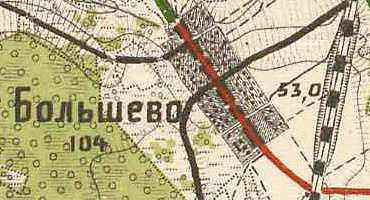
План деревни Большево. 1913 год

В 1913 году деревня насчитывала 104 двора.
Согласно данным переписи населения СССР 1926 года в деревне Большево Меженского сельсовета Рождественской волости Троцкого уезда проживали 675 человек, большинство русские и финны. В 1928 году население деревни также составляло 675 человек.

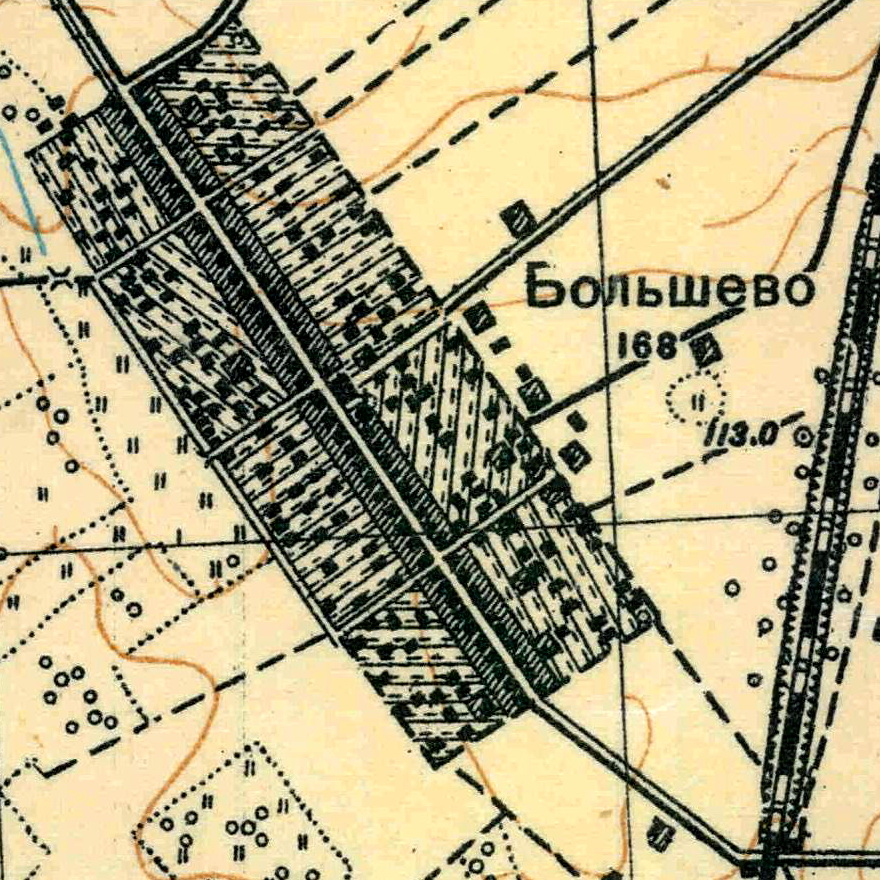
План деревни Большево. 1931 год

Согласно топографической карте 1931 года деревня насчитывала 168 дворов.
По данным 1933 года, деревня Большево входила в состав Меженского сельсовета Красногвардейского района.
Деревня была освобождена от немецко-фашистских оккупантов 31 января 1944 года.
В 1958 году население деревни составляло 499 человек.
По данным 1966 и 1973 годов деревня Большево входила в состав Рождественского сельсовета.
По данным 1990 года деревня Большево входила в состав Орлинского сельсовета Гатчинского района.
В 1997 году в деревне проживали 194 человека, в 2002 году — 219 человек (русские — 91%), в 2007 году — 181.

## География
Деревня расположена в юго-западной части района на автодороге 41К-511 (подъезд к садоводству Строганово) в месте примыкания к ней автодороги 41К-467 (подъезд к дер. Большево).
Расстояние до административного центра поселения, посёлка городского типа Сиверский — 2,5 км.
Расстояние до ближайшей железнодорожной станции Сиверская — 3,5 км. Деревня находится к востоку от неё.

## Демография
| 1862 | 1897 | 2007 | 2010 | 2017 |
| ---- | ---- | ---- | ---- | ---- |
| 453  | ↗631 | ↘181 | ↗228 | ↘209 |

### Национальный состав
Согласно данным Всероссийской переписи населения 2021 года в деревне проживали 329 человек, из них:
 русские — 309, белорусы — 5, украинцы — 2, финны — 2, башкиры — 1, болгары — 1, грузины — 1, татары — 1, цыгане — 1, другие национальности — 4 человека, остальные национальность не указали.

## Предприятия и организации
- «Орлинское» — молочная и сельскохозяйственная продукция

## Транспорт
От Сиверского до Большево можно доехать на автобусе № 507А.

## Улицы
Александровская, Берёзовая аллея, Большевская  дорога, Большевская набережная, Западная, Кленовая, Корнея Чуковского, Полевая, Рассветная, Рябиновая, Самуила Маршака, Сенная, Солнечная поляна, Центральная, Школьная, переулок Энергетиков